# روبين بيكر
روبين تيم بيكر (بالألمانية: Robin Tim Becker) (مواليد 18 يناير 1997) هو لاعب كرة قدم ألماني يجيد اللعب في مركز الظهير الأيمن ويلعب أيضًا كجناح أيمن وظهير أيسر, ويلعب حاليًا لنادي باير ليفركوزن الألماني.

## روابط خارجية
- روبين بيكر على موقع قاعدة بيانات كرة القدم.إي يو (الإنجليزية)
- روبين بيكر على موقع Soccerway.com (الإنجليزية)
- روبين بيكر على موقع عالم كرة القدم.نت (الإنجليزية)
- روبين بيكر على موقع AS.com (الإسبانية)
- Robin Tim Becker